# 酒店 (娛樂場所)
酒店在臺灣，通常是指特種行業中綜合並有坐檯小姐（一般為年輕女性）陪伴共飲的娛樂場所，目前臺灣相關法令常稱為「酒家業」。香港則稱為「夜總會」，日本稱為俱樂部（クラブ）。
其中含卡拉OK功能者，中国大陆有「商k」，「摸摸唱」等说法。

## 簡介
臺灣人所稱的這種酒店，特指「會員制」的夜生活休閒場所，並有坐檯小姐可以陪伴飲酒。與相似，設有包廂，並提供伴唱設備，某些店家更有豪華氣派的內部裝潢，供顧客應酬、喝酒、玩樂、談心；通常消費金額不低，也有固定的消費模式。
客人進入包廂之後，店家會帶入數名坐檯小姐由客人挑選，每位顧客可指定一名或數名女公關陪伴，服務期間，女公關陪伴客人飲酒、唱歌，且可能會允許有身體上的接觸。一般情況下如客人希望有性交易，須另作溝通並付出場鐘點費用，帶離酒店進行，但並不見得每一個店家或女公關都可以提供此類服務。店家通常會尊重坐檯小姐的意願，但有沒有提供此類服務會影響客人挑選和指定的意願。
酒店除了提供顧客娛樂以外，還有被當作商務性質使用（俗稱談生意），有一部分的人士會選擇在酒店進行業務或企業的商務會談，在酒店進行業務開發和建立商業關係。也因此被稱做「商務式KTV」。
華人世界通常把這樣的消費模式稱為夜總會（nightclub），但 「夜總會」 一詞在台灣僅常用於70年代，且意指當年在大型飯店中附設的，附帶樂隊演奏音樂供人跳舞及綜藝表演的夜間娛樂場所 ，而後隨著場景演化「nightclub」這個詞逐漸變為指「夜店」、「Disco」與「舞廳」。在台灣，夜店指的是80年代以後興起，由DJ播放歌曲供人跳舞的場所，或是可訂位或購票入埸，較多動態性活動的酒吧（PUB），通常不會有陪待。在臺灣的KTV娛樂場所有男陪侍的被稱為男模會館，女陪侍的被稱為酒店。（在台灣法令上，舞廳、酒家業、酒吧指的是「有陪侍」的交際活動場地，而「沒有陪待」的為舞場業、夜店業等交際場地）

## 常見種類
- 便服酒店
- 制服酒店
- 禮服酒店
- 日式酒店

## 從業人員
- 行政人員
- 酒店幹部
- 酒店經紀人
- 泊車小弟
- 領檯人員
- 公主
- 少爺
- 公關
- 調酒師

## 相關
- 酒店小姐
- 剝皮酒店
- 男模會館 (風俗業)